# Luhn-formula
A Luhn-algoritmus vagy Luhn-formula, más néven modulus 10 vagy mod 10 algoritmus azonosító számok ellenőrzésére szolgál. Egyszerű ellenőrzőösszeg-alapú képletről van szó, amit mindenféle azonosító számok ellenőrzésére használnak, úgymint hitelkártyák vagy személyi számok. Az algoritmust Hans Peter Luhn, az IBM egyik tudósa alkotta meg. Szabadalmi kérvényét 1954-ben nyújtotta be, melyet 1960-ban hagytak jóvá. Az algoritmust engedélyezését követően a hatvanas években a hitelkártya-gyártók alkalmazni kezdték és így hamar ismertté vált.
Az algoritmust, közkincs besorolása miatt is, széles körben használják. Nem szánták Kriptográfiai hashfüggvénynek; csak a véletlenül fellépő hibák (pl. elgépelés) ellen véd, rosszindulatú támadások ellen nem. A hitelkártyák és állami azonosító számok többsége használja ezt az egyszerű eljárást arra, hogy az érvényes számokat megkülönböztesse a véletlen számjegyek csoportjától.

## Magyarázat
Az algoritmus létrehoz egy ellenőrző számot, amit rendszerint hozzátesznek a hitelkártya- vagy személyi számhoz, így jön létre a teljes szám. A teljes számnak meg kell felelnie a következő algoritmusnak:
1. Az utolsó előtti számmal kezdve bal felé haladva kétszerezzük meg minden második szám értékét. Ha 10-nél magasabb számot kapunk, adjuk össze számjegyeit, az így kapott összeget írjuk a régi számjegy helyére. 1111-ből tehát 2121 lesz, 8763-ból pedig 7733, azaz (1+6)7(1+2)3.
2. Adjuk össze ezeket a számokat (ti. számjegyeket). Az előbb kapott 2121-ből így 6 lesz, 7733-ból 20.
3. Ha az összeg 0-ra végződik, akkor a szám a Luhn-formula szerint érvényes, egyébként nem az. 1111 tehát nem érvényes, 8763 azonban igen.

Ebben a két példában ha ellenőrzőszámot tennénk a számok elé, akkor 1111 elé egy 4-est kellene tenni, a 8763 elé pedig egy 0-t. Az ellenőrzőszámokat azonban rendszerint a számsor végére teszik, bár ehhez kissé módosítani kell az algoritmust.

## Algoritmus
Az algoritmus három lépésben hajtódik végre. Először is, minden második számot, kezdve az utolsó előttivel és bal felé haladva, megkettőzünk. Ha az összeg 9-nél nagyobb, számjegyeit összeadjuk (ami a 10 és 18 közti számoknál annyit jelent, hogy 9-et kivonunk belőle.) Így 2-ből 4 lesz, 7-ből 5. Végül a számjegyeket összeadjuk. Ha a maradék 0, a szám érvényes.
```
 
function
 checkLuhn(
string
 purportedCC) {
     
int
 sum := 0
     
int
 nDigits := length
(puportedCC)

     
int
 parity := nDigits 
AND
 1
     
for
 i 
from
 0 
to
 nDigits {
         
int
 digit := integer(purportedCC[i])
         
if
 (i 
AND
 1) 
XOR
 parity ≠ 0
             digitt:= digit × 2
         
if
 digit > 9
             digitt:= digit – 9
         
sum
 := 
sum
 + 
digit

     }
     
return
 (
sum
 % 10) = 0
 }
```

## Példa
Vegyük példának a 456-565-654 számot. Először kettőzzünk meg minden második számot és adjuk össze a számjegyeket az előbb ismertetettek szerint. A következő táblázat ezeket a lépéseket mutatja:
| Számjegy | „Duplája” | Számjegyek összege |
| -------- | --------- | ------------------ |
| 4        | 4         | 4                  |
| 5        | 10        | 1                  |
| 6        | 6         | 6                  |
| 5        | 10        | 1                  |
| 6        | 6         | 6                  |
| 5        | 10        | 1                  |
| 6        | 6         | 6                  |
| 5        | 10        | 1                  |
| 4        | 4         | 4                  |
| Összeg:  | Összeg:   | 30                 |

A kapott 30-at elosztjuk 10-zel; a maradék 0, tehát a szám érvényes.